# Јагодићи (Горажде)
Јагодићи је насељено мјесто у граду Горажду, Босна и Херцеговина.

## Становништво
|        | 2013.      | 1991.      | 1981.      | 1971.       |
| Укупно | 0 (0,000%) | 0 (0,000%) | 4 (100,0%) | 39 (100,0%) |
| Срби   | –          | –          | 4 (100,0%) | 39 (100,0%) |